# Slopi (zaselek)
Slope so zaselek v občini Mozirje. Leta 2022 je imelo 70 prebivalcev. Leži na Farovški ravnini na 974 mnm. Zaselek je del Bele pri Motniku. Na Slopéh je v času Avstro-Ogrske potekala Kranjsko-Štajerska deželna meja. Na prelazu Slopi stoji sedaj ena sama kmetija - Slopnik (Bela, št. 15).